# Stefano Interdonato
Stefano Interdonato (Messina, 1845 – Milano, 1896) è stato un drammaturgo e librettista italiano.

## Opere

### Teatro
- Nella, dramma in quattro atti in versi (1873)
- Carlotta Corday, dramma storico in tre atti in versi (1875)
- I figli di Lara, dramma in tre atti in versi (1884)
- L'ora critica, commedia in due atti (1884)
- Sara Felton, commedia in tre atti (1884)
- Lantenac, commedia in cinque atti (1884)
- Malacarne, commedia in quattro atti (1885)

### Libretti
- I Goti, tragedia lirica in 4 atti di Stefano Gobatti, Teatro Comunale di Bologna, 30 novembre 1873
- Luce, melodramma lirico in 5 atti di Stefano Gobatti, Teatro Comunale di Bologna, 26 novembre 1875
- Jolanda, opera seria di Giuseppe Burgio di Villafiorita, Teatro Grande di Brescia, 20 febbraio 1879
- Una notte a Firenze, opera tragica in 4 atti di Ladislao Zavertal, Praga, 20 marzo 1880 (traduzione boema: Noc ve Florenci)
- Stella,  dramma lirico in 3 atti di Salvatore Auteri Manzocchi, Teatro Comunale di Piacenza, 22 maggio 1880
- Jella,  opera seria di Giovanni Bolzoni, Teatro Comunale di Piacenza, 30 luglio 1881
- I burgravi,  opera seria di Carlo Podestà, Teatro Riccardi di Bergamo, 17 agosto 1881
- Mirra,  dramma lirico in 4 atti di Ladislao Zavertal, Teatro Nazionale di Praga, 7 novembre 1886 (traduzione ceca: Myrrha)
- Malacarne,  dramma lirico in 3 atti di Gaetano Coronaro, Teatro Grande di Brescia, 20 gennaio 1894